# Tomato (Firmware)
Tomato ist eine alternative Firmware für einige WLAN-Router, die auf dem Broadcom-Chipsatz basieren. Tomato ist eine Modifikation bzw. Erweiterung der Original-Firmware von Linksys. Um Tomato zu kompilieren, wird zusätzlich zum auf der Tomato-Website erhältlichen Quellcode der Quellcode der Linksys-Firmware benötigt.
Tomato kann anstelle der vorinstallierten Firmware des Herstellers installiert werden. Es handelt sich um eine schlanke Linux-Distribution, welche zusätzliche Funktionen gegenüber den Herstellerfirmwares bietet und flexibler angepasst werden kann. Bereitgestellt werden unter anderem ein Secure-Shell-Zugriff (BusyBox, Dropbear), eine leicht bedienbare grafische Benutzeroberfläche mit als SVG dargestellten Statistiken, IPP2P, Wake On LAN, Quality of Service, unterschiedliche Wireless-Modi beispielsweise für Bridging, Unterstützung für das Wireless Distribution System und ein CIFS-Client. Anders als bei vielen Original-Firmwares werden die meisten Einstellungen von Tomato ohne Neustart übernommen.
Ab Version 1.24 unterstützt Tomato auch das NAT Port Mapping Protocol.
Welche Routertypen gegenwärtig unterstützt werden, ist auf der Herstellerwebseite ersichtlich.
Ähnliche Firmware-Alternativen sind unter anderem OpenWrt, DD-WRT, FreeWRT, HyperWRT Thibor, Tarifa oder X-Wrt.